# Sekyere East District
Der Sekyere East District ist einer von 138 Distrikten in Ghana. Er ist im Zentrum des Landes in der Ashanti Region gelegen und dort einer von 21 regionalen Distrikten. 
Der Sekyere West District grenzt an die Distrikte Sekyere West, Afigya Sekyere, Kwabre, Asante Akim North, Ejisu-Juaben sowie an den Distrikt Sene in der Brong-Ahafo Region und den Distrikt Afram Plains in der Eastern Region. Chief Executive über den 4516 km² großen Distrikt mit ca. 157.378 (2000) Einwohnern ist Philip Basoa mit Sitz in der Distrikthauptstadt Effiduase.
Der Distrikt entstand 1988 zusammen mit dem Distrikt Sekyere West aus dem damaligen Distrikt Sekyere.

## Geographie
Im südlichen Teil des Distrikts ist die Landschaft von halbfeuchtem Regenwald gekennzeichnet. Der nördliche Teil hingegen besteht überwiegend aus Grassavanne. Die Böden sind fruchtbar und eignen sich gut zur landwirtschaftlichen Nutzung.

## Wirtschaft
Der vorherrschende Wirtschaftsbereich ist die Landwirtschaft. Angebaut werden vor allem die traditionellen Lebensmittel wie Kassava, Yam, Mais, Reis, Süßkartoffel und Kochbananen. Auch eine Vielzahl von Gemüsen wird angebaut. Die Verhältnisse im Distrikt eignen sich auch zum Anbau von Exportwaren wie Ananas, Ingwer und Pfeffer.

## Sehenswürdigkeiten
Im Sekyere East District liegt mit dem Bomfobiri-Wildtierreservat ein wichtiger und international bekannter Nationalpark, der vor allem für seine Vielzahl an Vögeln und Schmetterlingen bekannt ist. Auch ein Ausläufer des Digya-Nationalparks reicht bis in den Distrikt. Hier leben viele Säugetiere, und Safaris werden angeboten.
Der Schrein von Bodwease datiert ins 18. Jahrhundert zurück. Beim Kumawu Papa Festival werden Traditionen der Aschanti-Kultur aufrechterhalten.

## Wahlkreise
Im Distrikt Sekyere East wurden zwei Wahlkreise eingerichtet. Im Wahlkreis Effiduase-Asokore errang bei den Parlamentswahlen 2004 Grace Coleman für die New Patriotic Party (NPP) den Sitz im ghanaischen Parlament. Für den Wahlkreis Kumawu wurde Yaw Baah von der NPP gewählt. 

## Wichtige Ortschaften
| - Asokore - Bodomase - Oyoko - Woraso - Seniagya - Dadease - Drobonso | - Besoro - Sekyere - Baniko - Nkwankwanua - Abotanso - Ntunkumso - Ntunkumso | - Senkye (Senchi) - Okaekurom - Pepease - Anyinofi - Bomen |